# Олівія Ченг
Олівія Ченг (англ. Olivia Cheng, кит. трад. 鄭啟蕙, спр. Zhèng Qǐhuì, піньїнь Чен Цихуей) — канадська акторка, тележурналістка, колишня кореспондентка розважально-новинного телешоу «Entertainment Tonight Canada» (скор. «ET Canada»).

## Життєпис
Народилася 20 серпня 1979 року в Едмонтоні, штат Альберта, у родині емігрантів із південнокитайської провінції Гуандун. Батьки — співзасновники освітньої програми «Edmonton Mandarin Bilingual» для системи державної шкільної освіти.
У шість років почала відвідувати курс акторської майстерності. Проте, лише у 19 років знялася у своєму першому рекламному ролику. У 1999 році розпочала навчання за програмою «NAIT Radio and Television Arts в Northern Alberta Institute of Technology». Завершивши її, стала відеооператором на каналі «Global TV Lethbridge».

## Кар'єра
Після повернення до Едмонтона працювати журналісткою на місцевому телебаченні та в друкованих виданнях. Згодом стала працювати позаштатною кореспонденткою «ET Canada». Компанія AMC, після відкриття свого підрозділу в Альберте, запросила Чен на роль у мінісеріалі «Розбитий шлях» (англ. Broken Trail), який номінований на 16 прайм-тайм премій «Еммі». Відтоді акторка почала з'являтися в телесеріалах: «Надприродне», «Еврика», «4400», «Стріла». 2007 року зіграла правозахисницю Айріс Чен у фільмі, знятому за її бестселером «Зґвалтування Нанкіна» 1997 року. У 2014 році отримала роль у серіалі «Марко Поло», одній із найдорожчих в історії телевізійній драмі від Netflix. Олівія Ченг зіграла Мей Лінь — наложницю китайського імператора Чжао Юня, сестру канцлера Цзя Сідао.
У жовтні 2017 року було оголошено, що акторка запрошена на основну роль А Той в серіалі «Воїн», заснованому на оригінальній ідеї Брюса Лі, про війну китайських банд (англ. Tong Wars) у Сан-Франциско наприкінці XIX століття. Прем'єра проєкту відбулася 5 квітня 2019 року на «Cinemax».

## Основна фільмографія
- 2021 — «Сліпота»
- 2020 — «Протистояння»
- 2019 — Warrior
- 2019 — Deadly Class
- 2016 — Mission NinetyTwo: Dragonfly
- 2014 — Марко Поло
- 2014 — Флеш
- 2013 — Стріла
- 2013 — Обійми вампіра
- 2013 — Signed Sealed Delivered
- 2013 — Assault on Wall Street
- 2012 — It's Christmas, Carol!
- 2011—2012 — Надприродне
- 2012 — Fairly Legal
- 2010 — «Еврика»
- 2008 — The Art of War II: Betrayal
- 2007 — Blood Ties
- 2007 — Ясновидець
- 2006 — Broken Trail
- 2006 — 4400
- 2005 — The Christmas Blessing
- 2003 — Word of Honor
- 2003 — Hollywood Wives: The New Generation